# Barczków
Barczków – wieś w Polsce położona w województwie małopolskim, w powiecie brzeskim, w gminie Szczurowa.
W latach 1975–1998 miejscowość administracyjnie należała do województwa tarnowskiego. Integralne części miejscowości: br.
W roku 2021 we wsi mieszkało 115 osób, z czego 48.7% stanowiły kobiety, a 51.3% mężczyźni.
W Barczkowie urodził się Marian Kisielewski (1896–1986), pułkownik Wojska Polskiego, działacz niepodległościowy, kawaler Orderu Virtuti Militari.
W Barczkowie na przełomie września i października 2014 roku kręcono zdjęcia do filmu Demon Marcina Wrony.

## Zabytki
- Dwór Sobolewskich
- Dwór Grzywińskiej